# 사도 대등자
사도 대등자(使徒對等者, 그리스어:  ἰσαπόστολος 이사포스톨로스[*])는 동방 정교회와 비잔티움 계열 가톨릭교회에서 일부 성인들에게 부여하는 특별한 호칭이다. 이 호칭은 기존의 사도들에 비할 수 있을 만큼 기독교를 전파하는데 지대한 공헌을 했다는 의미로 주어지는 것이다.

## 대표적인 인물
사도 대등자의 호칭을 받은 대표적인 성인들은 다음과 같다.
- 마리아 막달레나 (1세기)
- 포티나 (1세기)
- 테클라 (1세기)
- 히에라폴리스의 아베르치오 (2세기)
- 콘스탄티노폴리스의 헬레나 (250년경 - 330년경)
- 콘스탄티누스 대제 (272년경 - 337년)
- 니노 (296년경 - 338년경 또는 340년)
- 미리안 3세 (? - 361년)
- 키릴로스 (827년 - 869년)
- 메토디오스 (815년 - 885년)
- 보리스 1세 (? - 907년)
- 키예프의 올가 (890년경 - 969년)
- 블라디미르 1세 (958년경 - 1015년)
- 세르비아의 사바 (1175년 - 1235년)
- 아이톨리아의 코스마스 (1714 – 1779)
- 알래스카의 인노켄티 (1797 – 1879)
- 일본의 니콜라이 (1836 – 1912)

## 같이 보기
- 사도